# Gurdaka
El-Gurdaka (angolosan Hurghada, arabul الغردقة [Al Ghardaqah]) egyiptomi üdülőváros a Vörös-tenger partján. Kairótól, a fővárostól körülbelül 450 km-re délkeletre fekszik. Korallzátonyairól is ismert.
Hurghadaként szokták emlegetni El-Gounát és a Makadi-öblöt is, talán azért, mert mindkettőhöz a hurghadai járattal lehet eljutni.

## Éghajlata
| Hónap                                      | Jan. | Feb. | Már. | Ápr. | Máj. | Jún. | Júl. | Aug. | Szep. | Okt. | Nov. | Dec. | Év   |
| ------------------------------------------ | ---- | ---- | ---- | ---- | ---- | ---- | ---- | ---- | ----- | ---- | ---- | ---- | ---- |
| Rekord max. hőmérséklet (°C)               | 32,0 | 34,6 | 37,9 | 42,3 | 45,1 | 46,1 | 44,5 | 46,1 | 42,1  | 43,2 | 38,0 | 33,9 | 46,1 |
| Átlagos max. hőmérséklet (°C)              | 22,2 | 23,5 | 26,2 | 29,9 | 33,7 | 36,3 | 37,4 | 37,5 | 35,3  | 32,1 | 27,8 | 23,8 | 30,5 |
| Átlagos min. hőmérséklet (°C)              | 11,6 | 12,4 | 15,1 | 18,7 | 23,1 | 26,1 | 27,8 | 28,0 | 25,6  | 22,2 | 17,7 | 13,4 | 20,2 |
| Rekord min. hőmérséklet (°C)               | 5,9  | 4,4  | 9,1  | 11,6 | 14,0 | 17,2 | 20,8 | 20,8 | 19,5  | 15,9 | 6,2  | 2,8  | 2,8  |
| Átl. csapadékmennyiség (mm)                | 1    | 1    | 1    | 0    | 0    | 0    | 0    | 0    | 0     | 2    | 2    | 1    | 7    |
| Havi napsütéses órák száma                 | 266  | 278  | 274  | 286  | 317  | 348  | 352  | 322  | 302   | 275  | 264  | 247  | 3531 |
| Forrás: NOAA; Meteo Climat (records); NOAA |      |      |      |      |      |      |      |      |       |      |      |      |      |

| Jan   | Feb   | Mar   | Apr   | Maj   | Jun   | Jul   | Aug   | Sep   | Okt   | Nov   | Dec   |
| ----- | ----- | ----- | ----- | ----- | ----- | ----- | ----- | ----- | ----- | ----- | ----- |
| 22 °C | 21 °C | 21 °C | 22 °C | 24 °C | 26 °C | 27 °C | 28 °C | 27 °C | 26 °C | 25 °C | 23 °C |

## Népesség
| Lakosok száma | 22 801 | 60 085 | 214 247 |
|               | 1986   | 1996   | 2023    |

## Közlekedés
Innen át lehet hajózni a környező kis szigetekre is; ezek közül a legismertebb a Giftun-sziget.
A hurghadai nemzetközi repülőtér Egyiptom egyik legforgalmasabb repülőtere.

## Látnivalók
- Kéttornyú mecset
- Kopt templom
- A Kairói Egyetem Tengerbiológiai Intézetének múzeuma és akváriuma
- Búvárkodás a tengerben

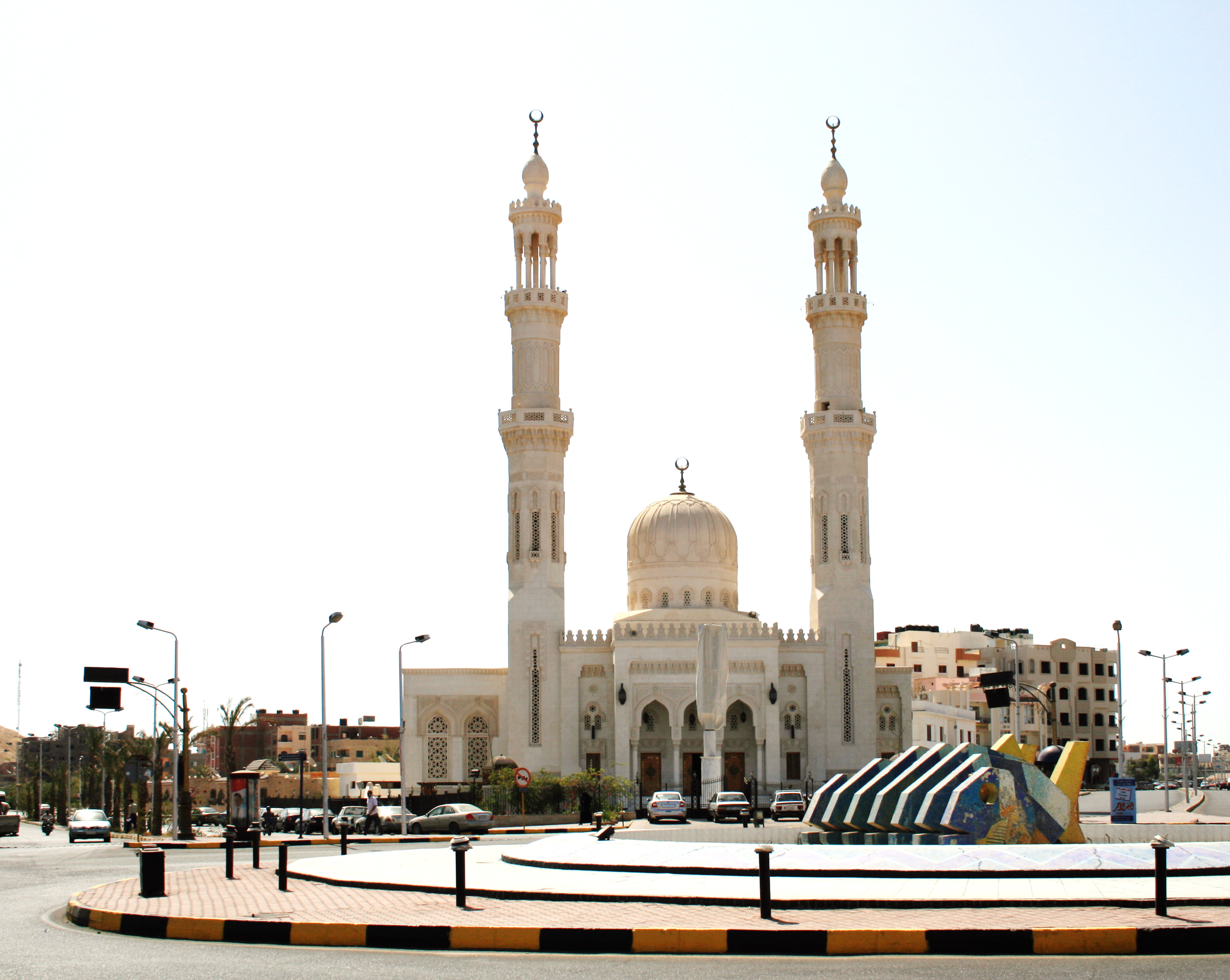
A kéttornyú mecset
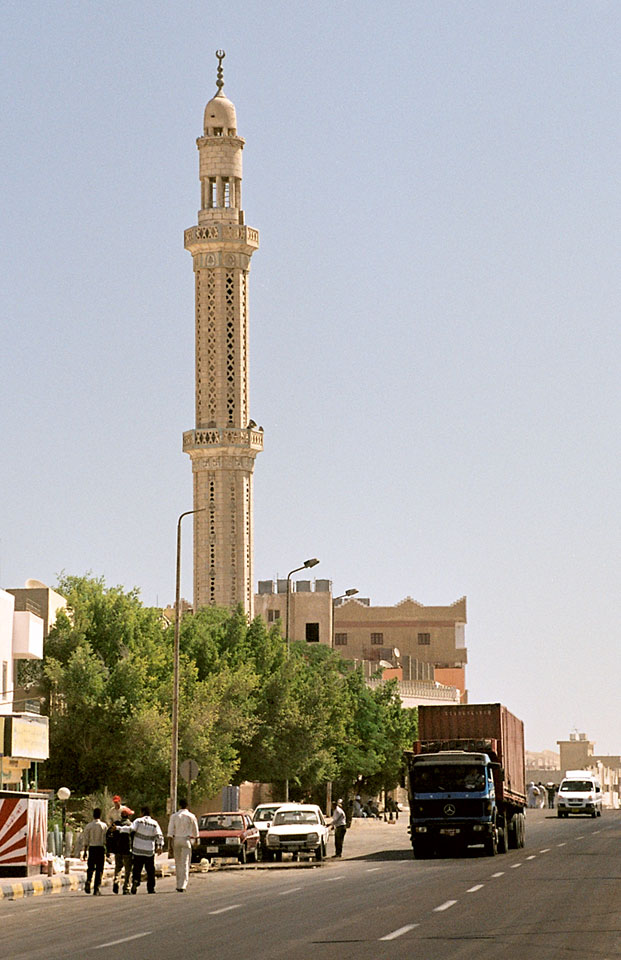
Egy másik mecset
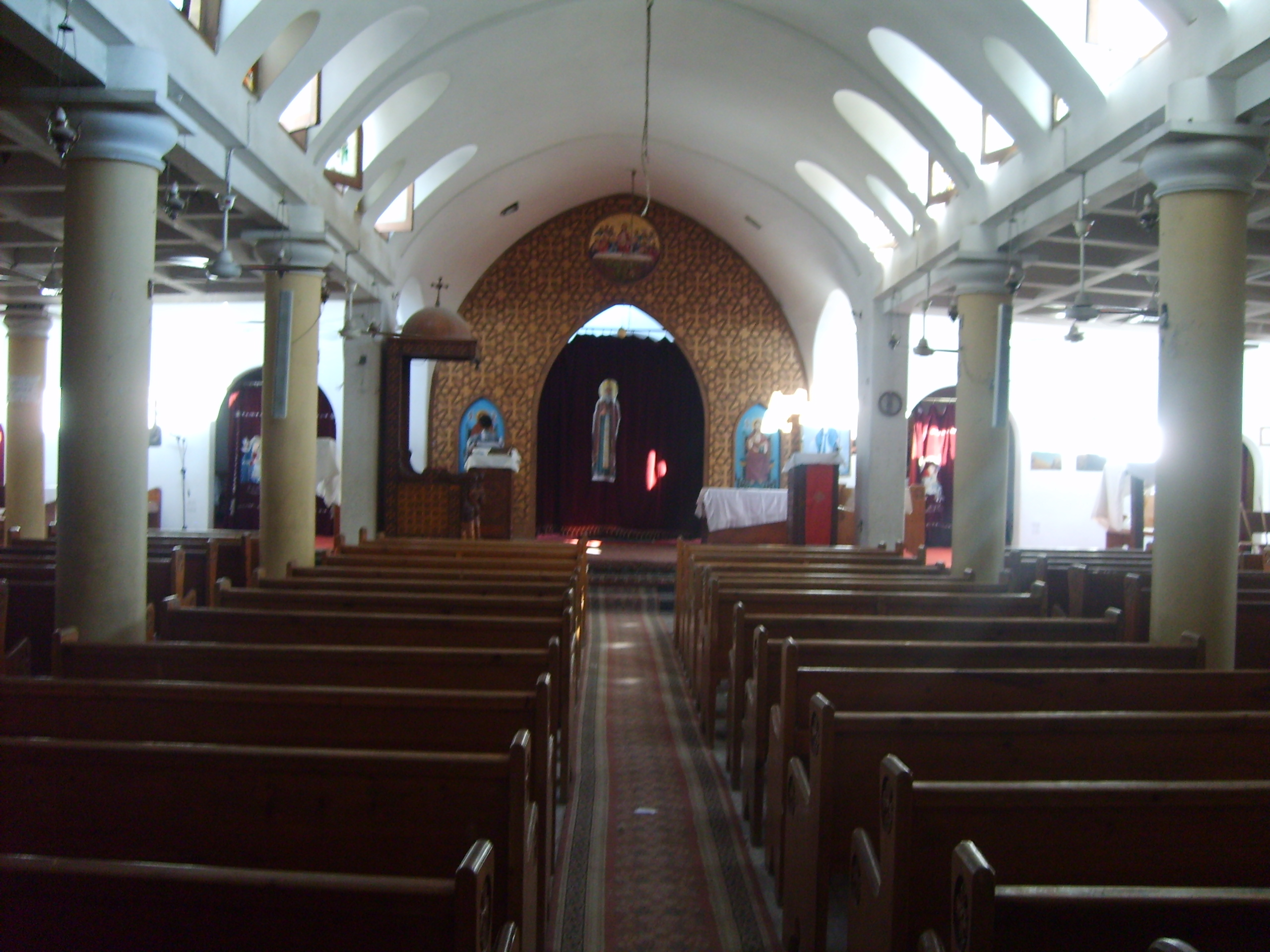
A kopt templom
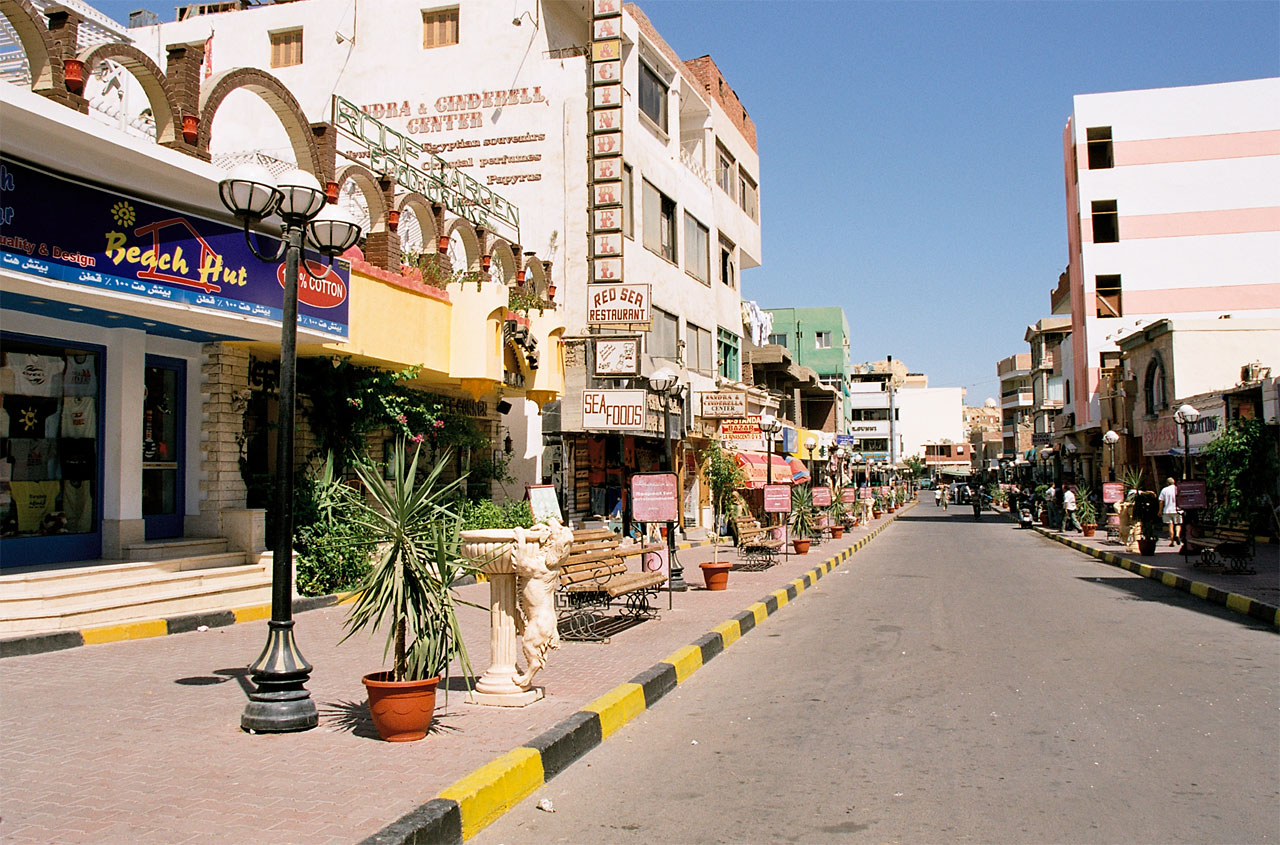
A bazár utcája
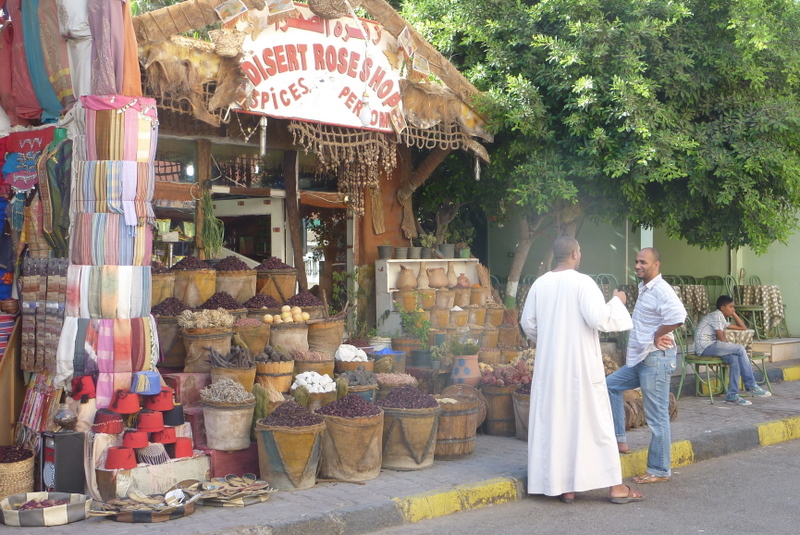
Bazár az óvárosban
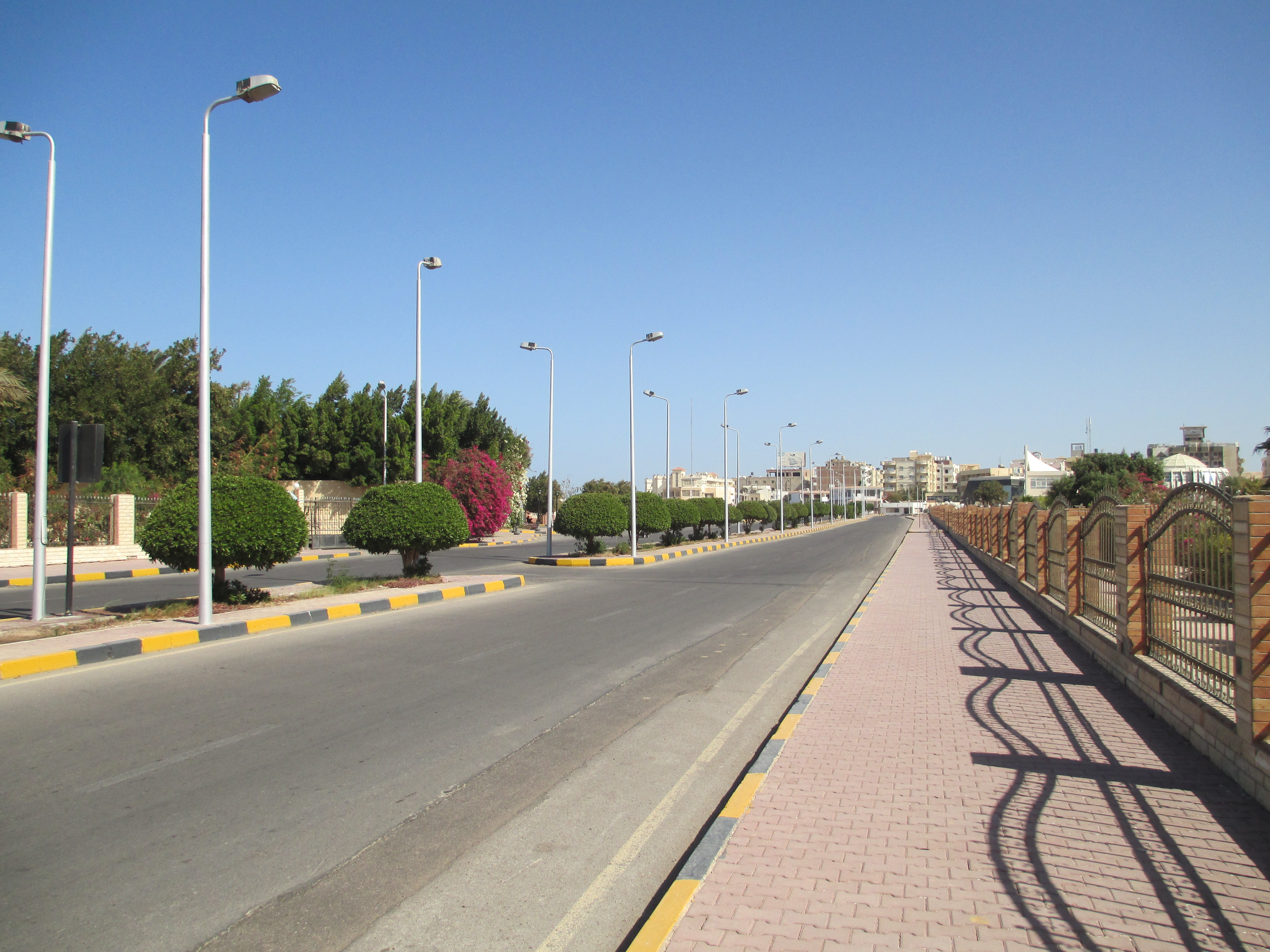
Utcakép
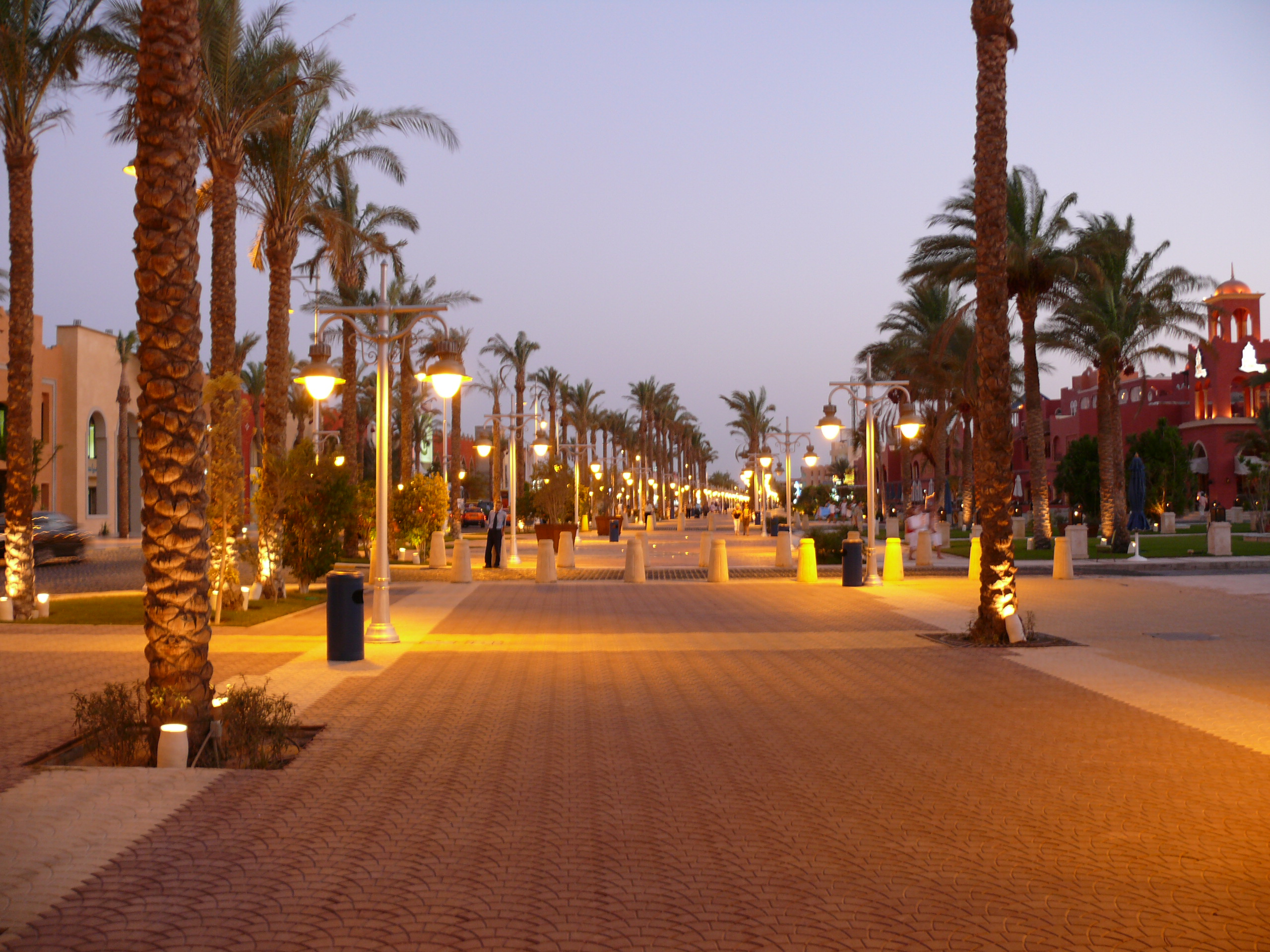
Este a sétányon
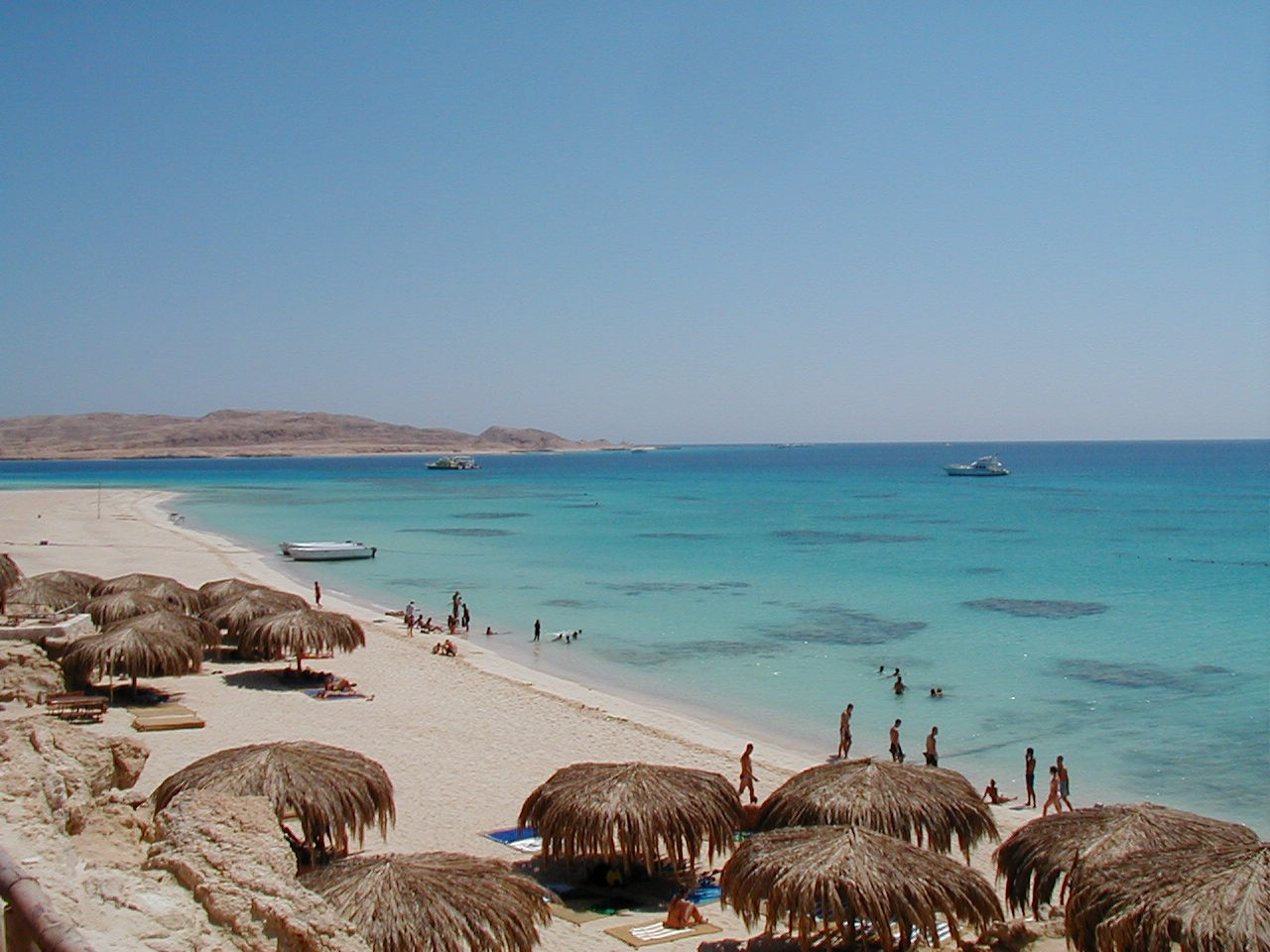
Al-Mahmya: turistalátványosság a védett Giftun-szigeten el-Gurdaka közelében
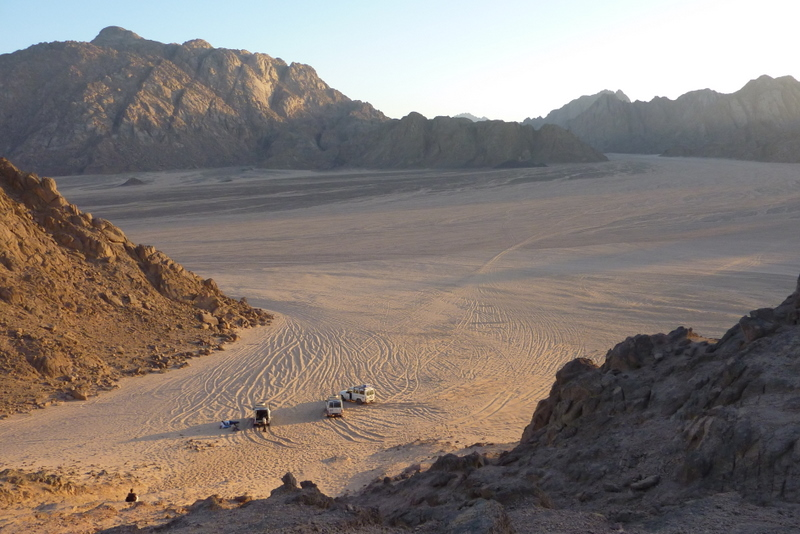
Sivatag

### El-Gouna
Közigazgatásilag el-Gurdakához tartozik, de a központtól körülbelül 30 km-re északra található. A városrész névadói a Vörös-tenger lagúnái. Kerthelyiségek, nemzetközi éttermek, bárok, kávézók, bazárok, valamint egy nagy méretű, 18 lyukú golfpálya található itt. A mesterségesen mélyített lagúnák körül keleti stílusban épült szállodák sorakoznak.

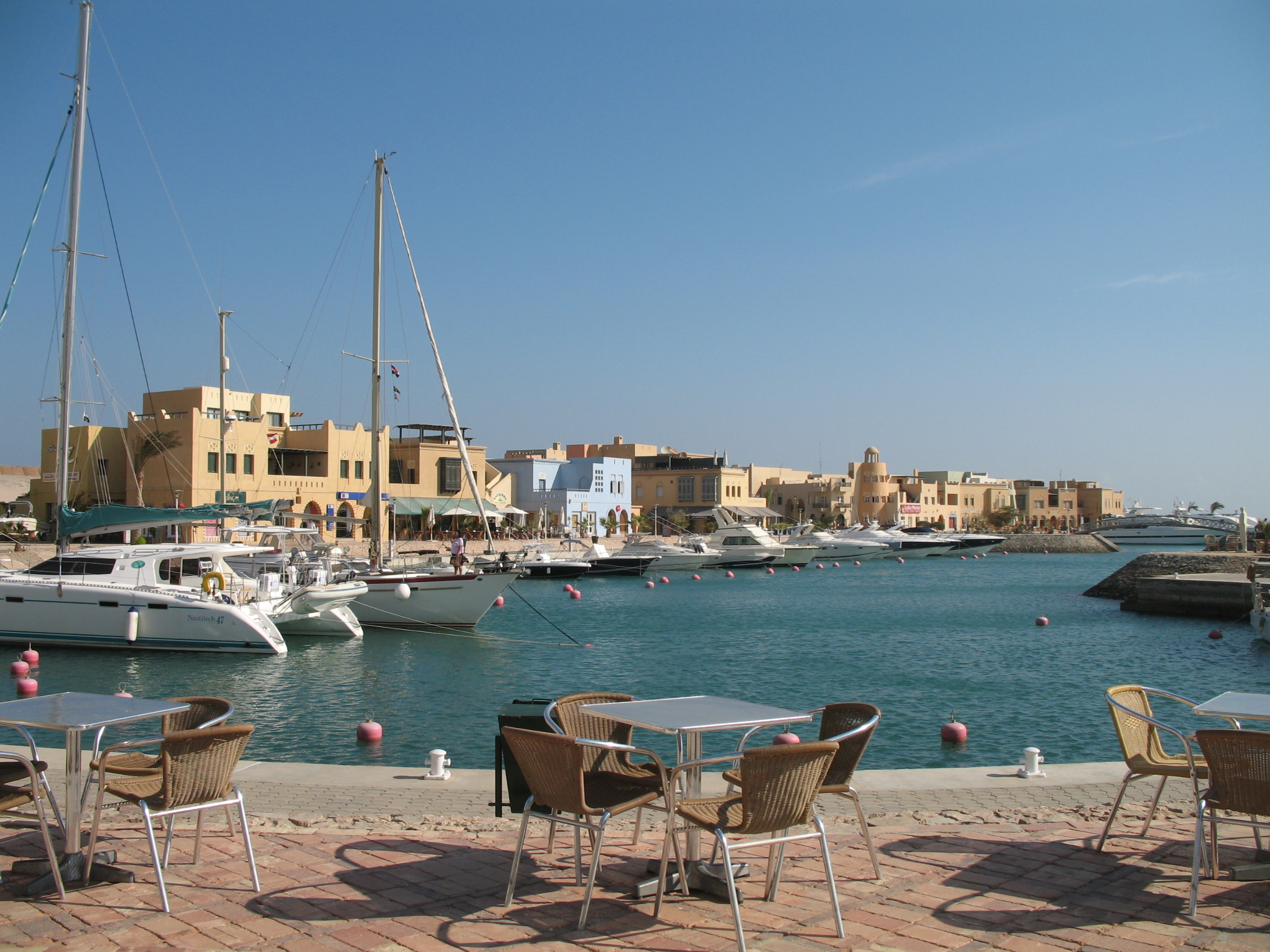
El-Gouna
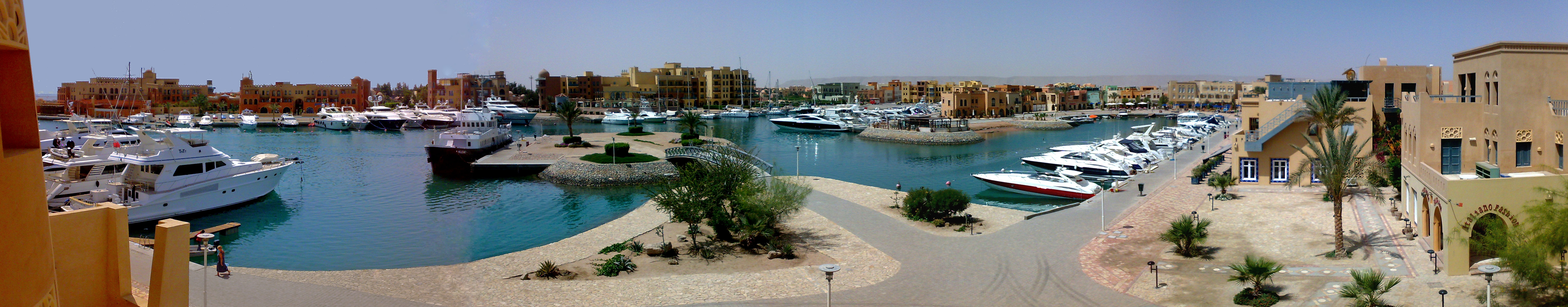
Abu Tig kikötő
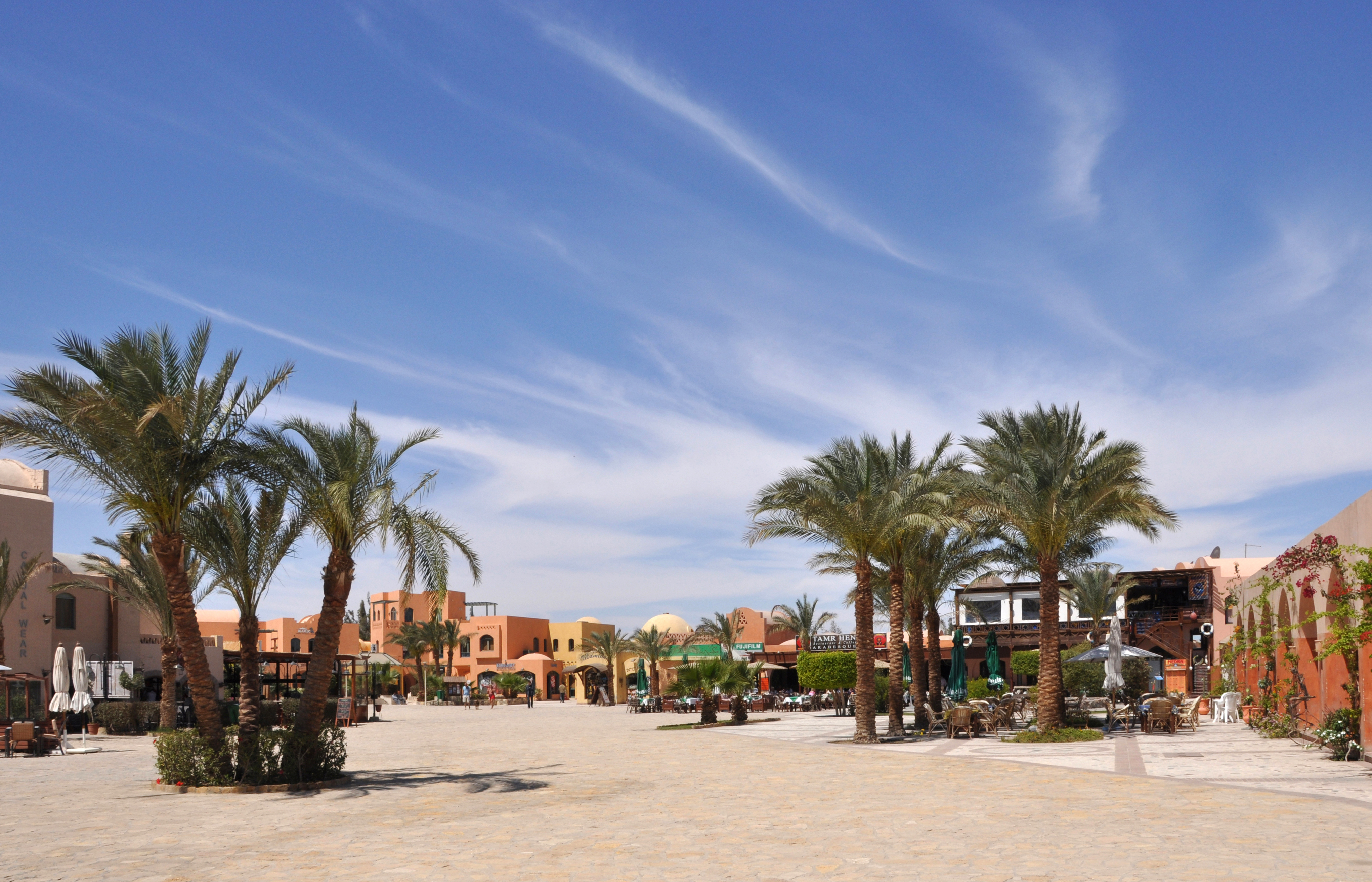

### Makadi-öböl
Makadi el-Gurdakától 25 km-re fekszik, közvetlen közelében korallszirtek találhatóak. Makadiból menetrend szerinti autóbuszjárat közlekedik el-Gurdakába.
Safagai övezet:
Tengerparti üdülőövezet, melynek központja, Safaga, el-Gurdakától 60 km-re délre, a Vörös-tenger partján fekszik.

## Külső hivatkozások
- Hurghada.lap.hu – Linkgyűjtemény
- Egyiptom – Hurghada – Index-fórum